# Antytila
Antytila (ukrajinsky Антитіла, česky „protilátky“) je ukrajinská pop rocková hudební skupina založená v roce 2008 v Kyjevě. Jejím frontmanem je Taras Topolja, který kromě zpěvu také píše texty. dalšími členy jsou Serhij Vusyk (klávesy a hudba), Mychajlo Čyrko (baskytara), Dmytro Žoluď (kytara) a Dmytro Vodovozov (bicí). Jejich texty jsou v ukrajinštině, několik starších je v ruštině. Topolja poprvé vystoupil v roce 2004 a skupinu založil v roce 2007, kdy v televizní soutěži Шанс (Šans) vystoupila s vlastní písní Я не забуду першу ніч (Ja ne zabudu peršu nič). Soutěž nevyhráli, ale píseň si za týden stáhlo z jejich webu 30 000 lidí. V ustálenějším složení v roce 2008 vydali své první studiové album Buduvudu se šestnácti skladbami. Po něm následovalo každé 2–3 roky celkem šest alb. S vydáním alba Hello v roce 2019 vyrazila skupina na své první turné po stadionech.
Jejich zatím poslední album, MLNL, se sedmi novými a třemi staršími písněmi, vyšlo v únoru 2022 po zahájení ruské invaze na Ukrajinu a poté, co členové vstoupili do jednotek teritoriální obrany. Skupina ve spolupráci s Edem Sheeranem vydala 2. května 2022 videoklip k singlu 2step, který je remixem skladby z jeho pátého alba a při Bonově návštěvě Kyjeva s ním a kytaristou Edgem 8. května Topolja vystoupil na improvizovaném koncertě ve stanici metra.

## Diskografie
- 2008 – Будувуду (Buduvudu)
- 2011 – Вибирай (Vybyraj)
- 2013 – Над полюсами (Nad poljusamy)
- 2015 – Все красиво (Vse krasyvo)
- 2016 – Сонце (Sonce)
- 2019 – Hello
- 2022 – MLNL